# 金田進
金田 進（かねだ すすむ、1960年6月15日 - ）は、大阪府大阪市出身の元プロ野球選手（捕手）。右投右打。

## 来歴・人物
近大附属高ではエースの松嶋善久（近鉄）が先発した2年秋の府大会決勝リーグで西田真二、木戸克彦のバッテリーを擁するPL学園高に延長12回の末に敗れ、大鉄高戦では木村悟（近大－日本ハム）が先発して延長12回で惜敗して近畿大会へは出場できなかった。1978年、3年夏は2番・捕手として夏の府大会決勝に進出。再度、PL学園高に敗退して甲子園出場を逸する。この試合では両チームがともに13安打を放つが、西田、木戸のバッテリーに要所を抑えられ、3-9で大敗した。PL学園は甲子園で優勝した。高校同期には一塁手の神田大輔（南海）がいた。
高校卒業後は、社会人野球の丸善石油に進む。1981年の都市対抗野球にはエース成田幸洋とともに四国銀行の補強選手として出場。1回戦で大昭和製紙北海道と対戦し、リリーフした成田とのバッテリーで活躍するが敗退した。日本選手権では初戦で協和発酵の津田恒実に完封負け。
チームの休部が決まっていた1981年のプロ野球ドラフト会議で中日ドラゴンズから4位指名を受け入団。
1983年には中尾孝義、金山卓嗣らと捕手の座を争い、16試合に先発マスクを被る。しかしその後は中尾が正捕手として定着し、出場機会に恵まれなかった。ファームでは一塁手、代打での出場も多かった。1991年限りで現役を引退。
引退後はブルペン捕手を経て、1996年から2004年までの間に二軍バッテリーコーチや育成コーチを歴任した。その後は、中日球団渉外部所属を経て、2012年10月末に退団した中村武志の後任として二軍捕手コーチに就任することとなった。
2013年10月15日、球団より来季の契約を結ばないことが発表された。
退団後は健康診断専門病院の営業職を3年間務め、その間の2015年12月1日、名古屋コーチン専門店「鳥開　総本家」を展開するプログレの硬式野球チーム「鳥開ベースボールクラブ」の監督に就任することが発表された。
2015年1月30日に学生野球の指導資格を回復。回復後は近畿大学附属高時代の監督の島田行雄が名古屋学院大学硬式野球部の監督を務めていたことから、月に1、2度の臨時コーチを務めるようになり、2017年7月1日付けで島田の後任として同部の監督に就任した。大学での教え子のうち、監督に就任した年に入学した宮本ジョセフ拳は、2020年のドラフト会議で埼玉西武ライオンズから育成3位指名を受け、同大学から直接NPB入りした初の選手となった。
2024年4月より名古屋経済大学硬式野球部監督に就任。

## 詳細情報

### 年度別打撃成績
| 年 度     | 球 団     | 試 合 | 打 席 | 打 数 | 得 点 | 安 打 | 二 塁 打 | 三 塁 打 | 本 塁 打 | 塁 打 | 打 点 | 盗 塁 | 盗 塁 死 | 犠 打 | 犠 飛 | 四 球 | 敬 遠 | 死 球 | 三 振 | 併 殺 打 | 打 率 | 出 塁 率 | 長 打 率 | O P S |
| --------- | --------- | ----- | ----- | ----- | ----- | ----- | -------- | -------- | -------- | ----- | ----- | ----- | -------- | ----- | ----- | ----- | ----- | ----- | ----- | -------- | ----- | -------- | -------- | ----- |
| 1983      | 中日      | 29    | 55    | 52    | 4     | 11    | 3        | 1        | 0        | 16    | 4     | 0     | 0        | 2     | 0     | 1     | 0     | 0     | 7     | 0        | .212  | .226     | .308     | .534  |
| 1984      | 中日      | 10    | 8     | 7     | 1     | 1     | 0        | 0        | 0        | 1     | 0     | 0     | 0        | 0     | 0     | 1     | 0     | 0     | 2     | 0        | .143  | .250     | .143     | .393  |
| 1985      | 中日      | 13    | 18    | 18    | 1     | 3     | 0        | 0        | 1        | 6     | 1     | 0     | 0        | 0     | 0     | 0     | 0     | 0     | 5     | 0        | .167  | .167     | .333     | .500  |
| 1986      | 中日      | 7     | 7     | 7     | 0     | 1     | 0        | 0        | 0        | 1     | 0     | 0     | 0        | 0     | 0     | 0     | 0     | 0     | 1     | 0        | .143  | .143     | .143     | .286  |
| 1987      | 中日      | 2     | 2     | 2     | 0     | 0     | 0        | 0        | 0        | 0     | 0     | 0     | 0        | 0     | 0     | 0     | 0     | 0     | 0     | 0        | .000  | .000     | .000     | .000  |
| 通算：5年 | 通算：5年 | 61    | 90    | 86    | 6     | 16    | 3        | 1        | 1        | 24    | 5     | 0     | 0        | 2     | 0     | 2     | 0     | 0     | 15    | 0        | .186  | .205     | .279     | .484  |

### 年度別守備成績
| 年度 | 試合 | 企図数 | 許盗塁 | 盗塁刺 | 阻止率 |
| ---- | ---- | ------ | ------ | ------ | ------ |
| 1983 | 27   | 23     | 18     | 5      | .217   |
| 1984 | 10   | 9      | 9      | 0      | .000   |
| 1985 | 11   | 11     | 9      | 2      | .182   |
| 1986 | 4    | 0      | 0      | 0      | -      |
| 1987 | 2    | 1      | 1      | 0      | .000   |
| 通算 | 54   | 44     | 37     | 7      | .159   |

### 記録
- 初出場・初打席：1983年5月29日、対ヤクルトスワローズ戦（ナゴヤ球場）、水沼四郎の代打、梶間健一から三振
- 初安打：1983年6月8日、対広島東洋カープ戦（広島市民球場）、津田恒美から左前安打
- 初打点：1983年6月15日、対大洋ホエールズ戦（金沢）、7回に五月女豊から右越適時三塁打
- 初本塁打：1985年10月16日、対大洋ホエールズ戦（ナゴヤ球場）、関根浩史からソロ

### 背番号
- 50 （1982年 - 1991年）
- 112 （1992年 - 1995年）
- 83 （1996年 - 2001年）
- 82 （2002年 - 2004年、2013年）